# T'q'emali
La t'q'emali (in georgiano ტყემალი?) è una salsa georgiana composta principalmente da amolo (chiamato appunto t'q'emali in georgiano) o altre varietà di prugna, come l'alucha. Per la sua preparazione vengono utilizzate varietà di prugna verdi, gialle e rosse. Il sapore della salsa varia da ricetta a ricetta, ma generalmente tende ad essere pungente e aspro. Durante la preparazione, per ridurre il livello di acidità, vengono aggiunti occasionalmente varianti di prugne più dolci. Tradizionalmente, oltre a tali frutti, la t'q'emali viene preparata usando aglio, menta, coriandolo, aneto, peperoncino e sale.
La t'q'emali viene usata per condire la carne fritta o alla griglia, pollame e piatti a base di patate ed è un condimento molto comune in Georgia. Può essere preparata a casa, ma è anche prodotta industrialmente da diverse aziende georgiane e russe.